# 2008無綫節目巡禮
《2008無綫節目巡禮》是電視廣播有限公司向廣告客戶公佈該公司預計於2008年所播出的劇集和節目之推廣活動，於2007年11月9日在將軍澳電視廣播城舉行，並輯錄成《無綫盛世節目2008》。節目內容是公佈2008年首播的劇集和節目，在2007年11月19日香港時間晚上22:30至23:00於無綫電視翡翠台播出，由丘凱敏主持，衛世輝監製。

## 劇集
- 於節目中播出宣傳片段之劇集：

| 劇集                   | 拍攝進度 (截至2011年8月) | 演員 | 備註                                        |
| 《太極》               | 播映完畢                 | （詳見條目） | 2005無綫節目巡禮                            |
| 《疑情別戀》           | 播映完畢                 | （詳見條目） |                                             |
| 《當狗愛上貓》         | 播映完畢                 | （詳見條目） |                                             |
| 《與敵同行》           | 播映完畢                 | （詳見條目） |                                             |
| 《溏心風暴之家好月圓》 | 播映完畢                 | （詳見條目） |                                             |
| 《原來愛上賊》         | 播映完畢                 | （詳見條目） | 原名《盜亦有道》                            |
| 《珠光寶氣》           | 播映完畢                 | （詳見條目） |                                             |
| 《同事三分親》         | 播映完畢                 | （詳見條目） |                                             |
| 《幕後大老爺》         | 播映完畢（2009年）       | （詳見條目） |                                             |
| 《烈火雄心3》          | 播映完畢（2009年）       | 巡禮片段演員：王喜、馬浚偉、陳錦鴻、黃宗澤、陳芷菁、高鈞賢、麥長青、關禮傑、姜大衛、洪天明、司徒瑞祈、林敬剛、鄭健樂、鄧健泓 | 改為2009無綫巡禮節目 劇集演員陣容大部份不同 |
| 《胡雪巖的廚娘》       | 終止製作                 | 歐陽震華、佘詩曼、滕麗名、黎耀祥、郭峰、伍慧珊                                                                               |                                             |
| 《李克用與十三太保》   | 終止製作                 | 吳卓羲、謝天華、黃浩然、楊思琦、岳華、陳山聰、曾偉權、黃長興、歐瑞偉、李雨陽、張松枝                                         |                                             |

## 綜藝節目
| 類別     | 節目名稱                                          | 製作進度                       | 主持             |
| -------- | ------------------------------------------------- | ------------------------------ | ---------------- |
| 飲食     | 《男女同廚》                                      | 取消製作                       | -                |
| 飲食     | 《日日有食神2008》                                | 未有製作 改為2009無綫巡禮節目  | 梁文韜           |
| 飲食     | 《蔡瀾歎名菜》                                    | 播映完畢                       | 蔡瀾             |
| 旅遊     | 《移城日記》 （後更名為《好友移城》）             | 播映完畢                       | （詳見條目）     |
| 旅遊     | 《向世界出發（第三輯）》                          | 播映完畢                       | （詳見條目）     |
| 清談     | 《志友偉論》                                      | 取消製作                       | 曾志偉           |
| 小品故事 | 《你們我們他們》                                  | 現改為劇集 播映完畢 （2011年） | -                |
| 遊戲     | 《係咪小兒科》                                    | 播映完畢                       | 古巨基           |
| 遊戲     | 《眼光獨到》 （後更名為《亮相》）                 | 播映完畢                       | 葛文輝           |
| 遊戲     | 《志偉取犀Game》 （後更名為《獎門人取犀Game》）   | 播映完畢                       | 曾志偉           |
| 遊戲     | 《真實謊言》 （西班牙語：Nada más que la verdad） | 取消製作 改為2009無綫巡禮節目  | -                |
| 記錄片   | 《世界新七大奇蹟》                                | 取消製作                       | -                |
| 記錄片   | 《我從哪裡來》                                    | 取消製作                       | -                |
| 記錄片   | 《電波聖火令》                                    | 播映完畢                       | 李家昕、鄭家豪等 |